# Distrikt
Ein Distrikt (aus dem englischen district entlehnt) ist ein Element einer räumlichen oder verwaltungstechnischen Gliederung.

## Wortherkunft
Das Wort Distrikt wurde über das englische district aus dem lateinischen districtus (für „Umgebung der Stadt“) entlehnt. Zudem wurde dieses wohl aus dem lateinischen distringere (unter anderem für „beanspruchen“ und im rechtlichen Sinne für „behindern“ oder „festnehmen“) abgeleitet und bezeichnete ursprünglich ein unter besonderer Gerichtsbarkeit stehendes Gebiet im Sinne eines Sperrbezirkes und später auch im Sinne einer „Sonderverwaltungszone“ außerhalb der regulären Verwaltungsgliederung. In diesem Sinne steht es auch heute; jedoch weiterhin als allgemeine Übersetzung einer fremdsprachlichen Bezeichnung einer Provinz oder Verwaltungseinheit (siehe auch der Bundesdistrikt District of Columbia in Washington, D.C.).

## Weitere Beispiele
- Verwaltungsgliederung, vor allem in Ländern mit englischer oder französischer Amtssprache, siehe Liste der Amtssprachen, zumeist unterhalb von Bundesstaaten (Gliedstaaten) und Provinzen
  - im Großherzogtum Luxemburg von 1843 bis 2015 die obere Verwaltungsgliederung (über den Kantonen), siehe Verwaltungsgliederung Luxemburgs
    - ebenso in der Helvetischen Republik (1798 bis 1803)

  - unsystematisch, z. B. bildete Preußen 1776 den Netzedistrikt im Zuge der Teilungen Polens
  - in Frankreich in den 1790er Jahren eine Untergliederung eines Départements, siehe Frankreich > Administrative Gliederung
    - ebenso im Königreich Westphalen (Dezember 1807 bis Oktober 1813)
    - ebenso im Großherzogtum Frankfurt[3] (1810 bis 1813)

  - in Palästina waren die Distrikte der Mandatszeit (1920–1948) eine Gebietsuntergliederung
  - in Indien eine Untergliederung der Bundesstaaten und Unionsterritorien, siehe Distrikt (Indien)
  - in Osttimor bis 2014 die 1. (Distrikte) und 2. (Subdistrikte) Verwaltungsgliederung, siehe Verwaltungsgliederung Osttimors
- in manchen Gegenden Deutschlands Teilfläche eines Waldes im Forstwirtschaftsbetrieb, gleichbedeutend mit Abteilung oder Jagen
- geographische Gliederung mancher Firmen und privater Organisationen, besonders in Service-Clubs
- synonym für Landschaft, z. B. der Lake District in Großbritannien
- in der Stadt Saarbrücken die unterste Ebene der Stadtgliederung, siehe Liste der Stadtteile
- in der SPD bis in die 1970er Jahre die Bezeichnung der Untergliederungen der großstädtischen Unterbezirke (vergleichbar den Ortsvereinen in den ländlichen Unterbezirken)